# National Council for Civil Liberties
El National Council for Civil Liberties (NCCL), más conocido como Liberty, es una organización no gubernamental para la defensa de los derechos humanos y civiles en Inglaterra y Gales. Desde 2003, su directora es Shami Chakrabarti.

## Historia
Fue fundado en 1934, siendo su primer presidente E. M. Forster (hasta 1948), con A. P. Herbert y Kingsley Martin como vicepresidentes. Los socios fundadores incluían a H. G. Wells, Vera Brittain, Clement Attlee, Rebecca West y Harold Laski.
En 1966, cambió notablemente su enfoque, además de cambiar su nombre a Liberty, aunque formalmente mantiene su nombre original. Inicialmente enfocado exclusivamente hacia los derechos civiles, para 1968 ya incorporaba temas de los derechos humanos en su ámbito de actuación.